# Hooikoorts
Hooikoorts (pollinosis) is een vorm van allergische rinitis, die wordt gekenmerkt door allergie voor stuifmeel (pollen) van planten, vaak grassen of boomsoorten. Het gaat daarbij om pollen dat via de wind wordt verspreid. Planten die door insecten bestoven worden, hebben pollen dat te zwaar is om door de wind te worden verspreid.
Hooikoorts is seizoensgebonden, in tegenstelling tot allergische aandoeningen die het hele jaar door aanhouden, zoals huisstofmijtallergie.

## Omschrijving
Hooikoorts is een overreactie van het afweersysteem. Bij personen met hooikoorts reageert het afweersysteem ook op onschuldige stoffen zoals stuifmeel, en waarbij een teveel aan histamine in het lichaam vrijkomt, waardoor de klachten worden veroorzaakt.
Hooikoorts komt voor bij 12% tot 28% (gemiddeld 20%) van alle Nederlanders, Belgen en Luxemburgers (Benelux), en zo'n 10% van de westerse bevolking. Rond 1900 is hooikoorts erkend. Hooikoorts heeft ondanks de naam niets met hooi of koorts te maken. Hooi verwijst naar de tijd van het jaar waarin de klachten voorkomen: het hooiseizoen.
Zoals met de meeste allergieën wordt ook hooikoorts doorgaans langzaam opgebouwd. Meestal manifesteert de allergie zich tussen het 8e en 25e jaar. Na een eerste manifestatie komen klachten doorgaans elk jaar terug. De klachten worden minder naarmate men ouder wordt. Meestal zijn de klachten na het 40e jaar een stuk minder, en zijn na het 55e jaar 'genezen'. Het komt zelden voor dat hooikoorts opkomt bij iemand ouder dan 40 jaar.
De klachtenperiode valt samen met de bloeiperiode van bomen en grassen. Dit kan vanaf januari tot en met september zijn. De klachten zijn het hevigst wanneer de pollenconcentratie het hoogst is. Dit is meestal het geval op warme, winderige dagen.

## Kruisallergie
Hooikoorts gaat vaak samen met voedselallergie. Er is dan sprake van een kruisallergie, waarbij de allergie voor pollen de oorzaak is van een allergie voor een bepaald voedingsmiddel, of andersom.
 Ook kunnen de klachten verergeren door het inademen van (tabaks)rook, insecticiden of oplosmiddelen van verfstoffen bij pas geverfde oppervlakken.

## Klachten
Hooikoortspatiënten hebben bij een hooikoortsaanval last van een of meerdere klachten:
- Veelvuldig niezen
- Pijnlijke en jeukende neus
- Loopneus
- Bloedneus
- Verstopte neus
- Rode ogen met jeukend/branderig gevoel
- Hoofdpijn
- Vermoeidheid en lusteloosheid
- Tranende ogen en gezwollen oogleden
- Kriebelhoest
- Opgezwollen keel
- Astma
- Eczeem
- Jeukend gehemelte
- Aders van ogen kunnen kapotspringen
- Overgevoeligheid voor licht
- Er kan wat pus ontstaan in de ogen
- Verstopte oren (holtes)
- Darmklachten[1]

## Medicatie
Hooikoorts is in de meeste gevallen te bestrijden met medicijnen zoals een antihistaminicum en/of door desensibilisatie. De medicatie is vooral gericht op klachtenvermindering; in de vorm van immunotherapie is een preventieve behandeling mogelijk. Er zijn vier soorten reguliere behandelingen tegen hooikoorts: cromonen, antihistaminica, corticosteroïden en immunotherapie.
Cromonen, veelal in de vorm van een neusspray, remmen het vrijkomen van antistoffen. Cromonen werken geleidelijk en moeten dagelijks gebruikt worden. Ze hebben weinig bijwerkingen. Voorbeelden zijn cromoglicinezuur en nedocromil.
Antihistaminica blokkeren de effecten van histamine en hebben een snellere werking dan cromonen. Een antihistaminicum onderdrukt allergische reacties door het blokkeren van histamine. Een antihistaminicum voor hooikoorts is verkrijgbaar in de vorm van tabletten, drank en druppels. Voorbeelden zijn acrivastine, cetirizine, clemastine, cyproheptadine, desloratadine, ebastine, fexofenadine, ketotifen, levocetirizine, loratadine, mizolastine en kruidenpreparaten. Daarnaast kunnen neussprays en oogdruppels lokaal verlichting geven. Voorbeelden zijn azelastine, emedastine, ketotifen en levocabastine. Deze stoffen kunnen bijwerkingen veroorzaken.
Corticosteroïden (bijnierschorshormonen) werken ontstekingsremmend, verminderen overgevoeligheidsverschijnselen en voorkomen zwelling van het neusslijmvlies. Corticosteroïden worden gebruikt indien langdurig hinder van hooikoorts wordt ondervonden. Toedieningsvormen zijn neussprays of longpufjes. Voorbeelden zijn beclometason, budesonide, flunisolide, fluticason, mometason en triamcinolonacetonide.
Immunotherapie (allergievaccinatie of desensibilisatie) is een behandeling die niet alleen de klachten bestrijdt, maar ook de onderliggende oorzaak van de hooikoorts aanpakt. Bij deze behandelingsvorm kan een hooikoortspatiënt ongevoelig worden gemaakt voor de pollen waar hij/zij gevoelig voor is. Dit gebeurt door telkens een kleine hoeveelheid allergenen toe te dienen. Meestal is dit steeds in een iets toenemende hoeveelheid, gedurende drie tot vijf jaar. Het lichaam kan dan langzaam aan het allergeen wennen en er na verloop van tijd minder hevig op reageren. De behandelmethode is te verkrijgen in de vorm van injecties en tabletten. Voorbeelden van geregistreerde en volledig vergoede middelen zijn: Pollinex (6 injecties per jaar) Alutard (22-25 injecties eerste jaar) Oralair (dagelijks tablet). Deze medicamenten zijn op recept verkrijgbaar en kunnen bijwerkingen veroorzaken.

## Pollenkalender
Onderstaand overzicht geeft een indicatie van de bloeiperiode in Nederland van enkele belangrijke veroorzakers van hooikoorts. Deze periodes kunnen door weersomstandigheden variëren. Een oranje vakje staat voor voor- en nabloeiperiode, een rood vakje voor de hoofdbloeiperiode.
| Bomen                   | jan | feb | mrt | apr | mei | jun | jul | aug | sep | okt | nov | dec |
| ----------------------- | --- | --- | --- | --- | --- | --- | --- | --- | --- | --- | --- | --- |
| Hazelaar                |     |     |     |     |     |     |     |     |     |     |     |     |
| Els                     |     |     |     |     |     |     |     |     |     |     |     |     |
| Berk                    |     |     |     |     |     |     |     |     |     |     |     |     |
| Eik                     |     |     |     |     |     |     |     |     |     |     |     |     |
| Grassen                 | jan | feb | mrt | apr | mei | jun | jul | aug | sep | okt | nov | dec |
| Zwenkgras               |     |     |     |     |     |     |     |     |     |     |     |     |
| Roodzwenkgras           |     |     |     |     |     |     |     |     |     |     |     |     |
| Vossenstaart            |     |     |     |     |     |     |     |     |     |     |     |     |
| Rogge                   |     |     |     |     |     |     |     |     |     |     |     |     |
| Gewoon struisgras       |     |     |     |     |     |     |     |     |     |     |     |     |
| Kropaar                 |     |     |     |     |     |     |     |     |     |     |     |     |
| Veldbeemdgras           |     |     |     |     |     |     |     |     |     |     |     |     |
| Witbol                  |     |     |     |     |     |     |     |     |     |     |     |     |
| Engels & Frans raaigras |     |     |     |     |     |     |     |     |     |     |     |     |
| Timoteegras             |     |     |     |     |     |     |     |     |     |     |     |     |
| Reukgras                |     |     |     |     |     |     |     |     |     |     |     |     |
| Kruiden                 | jan | feb | mrt | apr | mei | jun | jul | aug | sep | okt | nov | dec |
| Ambrosia                |     |     |     |     |     |     |     |     |     |     |     |     |
| Zuring                  |     |     |     |     |     |     |     |     |     |     |     |     |
| Ganzenvoet              |     |     |     |     |     |     |     |     |     |     |     |     |
| Smalle weegbree         |     |     |     |     |     |     |     |     |     |     |     |     |
| Brandnetel              |     |     |     |     |     |     |     |     |     |     |     |     |
| Bijvoet                 |     |     |     |     |     |     |     |     |     |     |     |     |